# Opisthopterus
Opisthopterus is een geslacht van straalvinnige vissen uit de familie van haringen (Clupeidae).

## Soorten
- Opisthopterus dovii (Günther, 1868)
- Opisthopterus effulgens (Regan, 1903)
- Opisthopterus equatorialis Hildebrand, 1946
- Opisthopterus macrops (Günther, 1867)
- Opisthopterus tardoore (Cuvier, 1829)
- Opisthopterus valenciennesi Bleeker, 1872